# Tassili (album)
Pour les articles homonymes, voir Tassili.
Albums de Tinariwen
Imidiwan : Companions
(2009) Emmaar
(2014)
Tassili est le cinquième album du groupe Tinariwen sorti le 29 août 2011 sur le label V2 Music. Le titre de l'album fait référence aux massifs du Tassili qui en berbère pourrait être traduit par « plateau » (comme Tassili n'Ajjer, le plateau des Ajjer dans le Sud algérien).

## Liste des titres
| 1.    | Imidiwan ma tennam       | 4:40 |
| 2.    | Asuf d'alwa              | 4:11 |
| 3.    | Tenere taqqim tossam     | 4:13 |
| 4.    | Ya messinagh             | 5:29 |
| 5.    | Walla illa               | 4:53 |
| 6.    | Tameyawt                 | 4:36 |
| 7.    | Imidiwan Win Sahara      | 3:44 |
| 8.    | Tamiditin tan ufrawan    | 3:03 |
| 9.    | Aden osamnat             | 3:25 |
| 10.   | Tenidagh hegh djeredjere | 4:36 |
| 11.   | Iswegh attay             | 5:36 |
| 12.   | Takkest tamidaret        | 4:56 |
| 53:22 |                          |      |